# Архиерейское кладбище (Пермь)
Архиерейское кладбище — кладбище на территории Спасо-Преображенского собора (ныне Пермская Художественная галерея) в Перми, существовавшее до 1930 года. Уничтожено в 1931 году для размещения на его территории Пермского зоосада.

## История

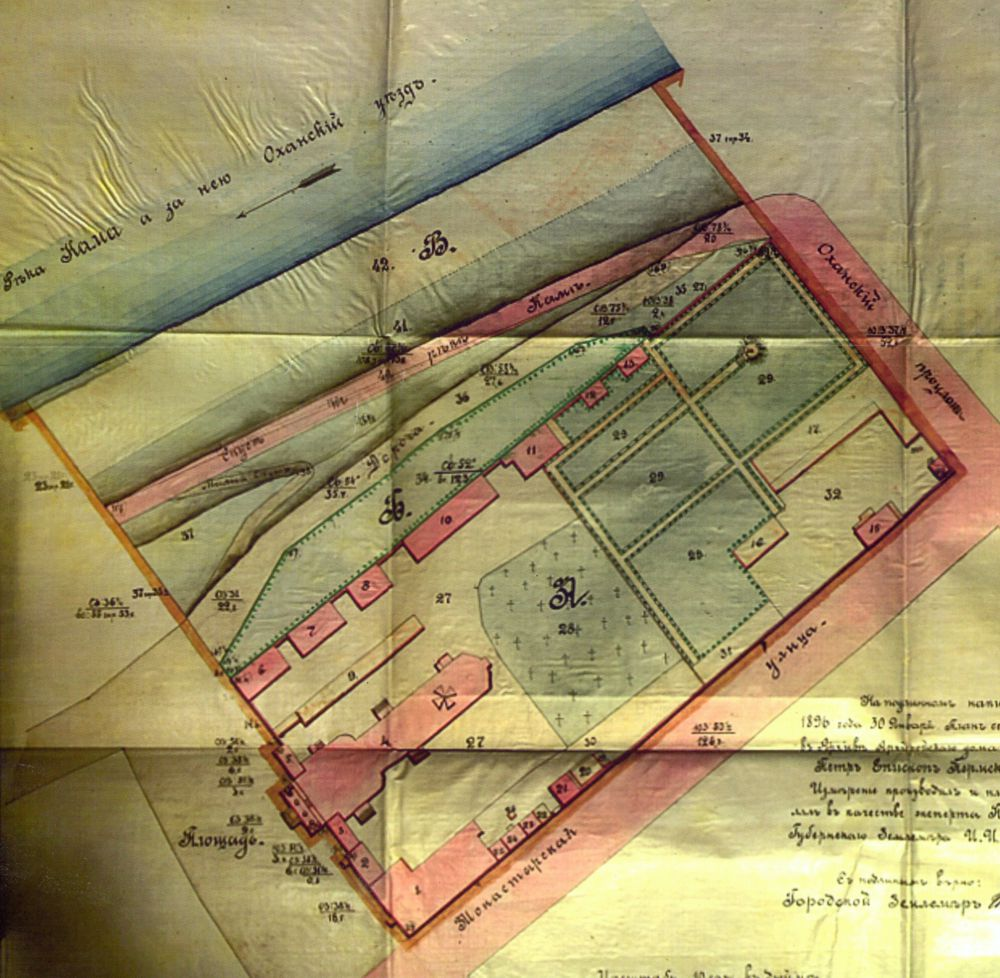
План архиерейского кладбища Перми в 1896 г.

Первые захоронения на кладбище появились в 1796 году.
«В 1930 г. было принято решение о предоставлении участка земли с кладбищем Пермскому музею для организации зоологического сада. Первые годы клетки с животными стояли вперемежку с надгробиями. Работа по очистке территории была проведена летом 1931 г. силами курсантов Пермской авиационной школы. Часть могильных плит была разбита, часть закопана, некоторые надгробия использовались при строительстве новых зданий, некоторые были использованы вторично на других кладбищах». Пермский зоопарк на месте кладбища действует до сих пор, планов восстановления мемориалов нет.

## Известные погребённые
- Вериго, Бронислав Фортунатович (1860—1925) — автор трудов по электрофизиологии, профессор физиологии Новороссийского и Пермского университетов
- Генкель, Александр Германович (1872—1927) — российский учёный-биолог
- Граль, Фёдор Христофорович (1770—1835) — пермский врач-филантроп
- Грацинский, Иван Флорович (1804—1887) — директор Пермской гимназии, почётный гражданин Перми
- Дягилев, Дмитрий Васильевич (1773 — 1823) — пермский губернский казначей, родоначальник пермской ветви рода Дягилевых, прадед С. П. Дягилева
- Дягилев, Павел Дмитриевич (1808—1883) — пермский купец и общественный деятель
- Любимов, Иван Иванович (1838—1899) — российский предприниматель (купец 1-й гильдии), меценат и общественный деятель, городской голова Перми
- Суслин, Иван Николаевич (1846—1909)
- Эскин, Афанасий Павлович (1825—1884) — русский купец, главноуправляющий Бикбардинского завода Дягилевых.

Списки усопших восстанавливает пермское общество «Арабеск».